# 美洲国家组织

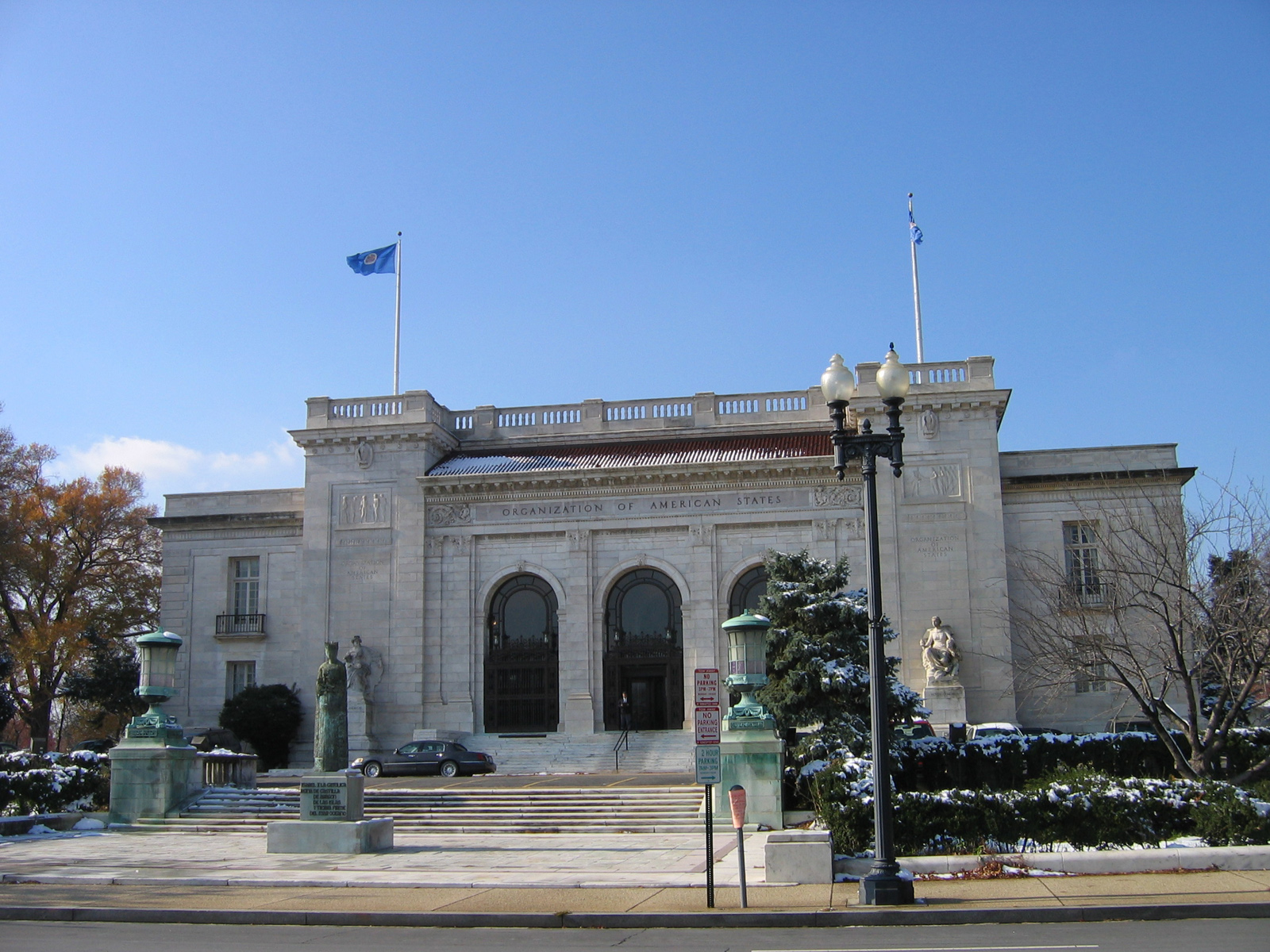
美洲国家组织总部

美洲国家组织（西班牙語：Organización de los Estados Americanos），是一个以西半球美洲国家为成员的国际组织，总部位于美国华盛顿特区，成员为美洲的33个独立主權国家。

## 歷史
1889年10月2日至1890年4月14日，在美國領導下於華盛頓舉行首屆泛美大會（Pan-American Conference），1890年成立泛美聯盟，作為交換意見之常設中央機構:23。1890年4月14日，美国同拉美17个国家在华盛顿特區举行的第一次美洲会议上，决定建立美洲共和国国际联盟及其常设机构——美洲共和国商务局，这便是美洲国家组织的前身。此后，4月14日被定为“泛美日”。自是美洲國家大約每5年舉行會議一次，形成美洲國家間體系（The Inter-American System, IAS）:23。1910年在布宜诺斯艾利斯举行的第四次大会上，改名为美洲共和国联盟。1923年在圣地亚哥举行的第五次大会上改名为美洲大陆共和国联盟。1938年美洲國家第八次大會在秘魯首都召開，決定遇有美洲各國安全遭受威脅時，各國外長應會商對策，因而產生泛美外長會議:23-24。泛美聯盟是一個區域性國際組織，因為參加國家限於美洲:24。
1948年在波哥大举行的第九次会议上，通过了《美洲国家组织宪章》，遂改称为美洲国家组织。1967年第三次泛美特別會議通過了憲章修改議定書，規定以「美洲國家大會」取代「美洲國際會議」，常設機構改稱「秘書處」，1970年生效。
美洲国家组织宗旨是：加强美洲大陆的和平与安全；确保成员国之间和平解决争端；成员国遭侵略时，组织声援行动；谋求解决成员国之间的政治、经济、法律问题以及致力着重转化，促进各国间经济、社会、文化的合作以及清洁组织社会，加速美洲国家一体化进程。
最高权力机构为大会。每年召开一次年会，由各成员国参加。经三分之二成员国同意，可召开特别大会。常设理事会由成员国各派一名大使级代表组成，定期召开。秘书处为常设机构。
冷戰期間在美國主導下，1962年美洲國家組織宣布中止古巴的會籍。2009年美洲國家組織以民主改革為條件同意古巴可以重新申請入會，但古巴拒絕重新入會。此後古巴和美國關係緩和及復交後，古巴亦有出席會議。但2009年6月8日该国政府依然重申了其鉴于该组织不光彩的历史，古巴永远不会重返该组织的声明。
值得注意的是，作為美國盟友的加拿大在冷戰期間並無加入美國主導的美洲國家組織，認為加入會削弱加拿大較為獨立性的外交政策，加拿大直至1990年冷戰結束才加入。
2004年10月8日，哥斯大黎加總統米格尔·安赫尔·罗德里格斯由于面临国内的一系列腐败指控，递交了一封信件，表示将从15日起辞去秘书长职务。其后职位一直空缺。2005年4月29日智利内政部长何塞·米格尔·因苏尔萨成为该地区组织新秘书长唯一候选人。5月因苏尔萨被正式选为该组织新任秘书长。
2009年7月4日，美洲国家组织宣布中止洪都拉斯的會籍，以抗议该国反對派透過軍事政變推翻宏都拉斯总统曼努埃爾·塞拉亞。2011年6月，因洪都拉斯民選政府已經上台而恢復。
委内瑞拉總統尼古拉斯·马杜罗多次指责美洲国家组织干预该国内政，決定于2017年4月27日正式启动退出程序。在委內瑞拉總統地位危機中，美洲国家组织任命反对派指定人选古斯塔沃·塔雷为委国代表。2019年4月27日，馬杜羅宣布已完成所有手续，彻底退出美洲国家组织，并表示永远不会重返。然而早在2019年总统选举争议中，控制全国代表大会的反对派领导人胡安·瓜伊多就已致信秘书处，不承认且废除马杜罗的退出程序，并表态维持成員國席位，随后全国代表大会甚至派出律师代表古斯塔洛·塔雷以明确代表瓜伊多党派利益，并获得承认。
2021年11月19日，尼加拉瓜外交部长丹尼斯·蒙卡达宣布启动退出美洲国家组织的程序，以回应该组织早先有关谴责总统丹尼尔·奥尔特加当选的选举不公正问题。2022年4月，组织驻马那瓜办公室已被尼政府勒令关闭。2023年11月19日，尼加拉瓜正式完成退出程序。

## 成员国
鼎盛时期，一度共有35個美洲獨立主權國家是美洲國家組織的成員，现由于种种原因降为33个。
1948年5月5日成立起，共有21個創始成員國：
- 阿根廷
- 玻利维亚
- 巴西
- 智利
- 哥伦比亚
- 古巴（已退出，且重申永不重返）
- 薩爾瓦多
- 海地
- [註 1]
- 墨西哥
- 尼加拉瓜（已退出）[註 2]
- 巴拿马
- 巴拉圭
- 秘魯
- 美国
- 乌拉圭
- 委內瑞拉[註 3]

美洲國家組織此後擴張，包括加拿大及新獨立的加勒比海國家，以下為其他成员國（括注加入年份）：
- （1967）
- 千里達及托巴哥（1967）
- 牙买加（1969）
- 格瑞那達（1975）
- 苏里南（1977）
- 多米尼克（1979）
- 圣卢西亚（1979）
- 安地卡及巴布達（1981）
- （1981）
- 巴哈马（1982）
- 圣基茨和尼维斯（1984）
- 加拿大（1990）
- （1991）
- （1991）

## 備註
1. ↑  2009年被凍結會籍，2011年由其他成員國投票同意後重返組織。
2. ↑  2021年11月13日宣佈啟動退出程序，2023年11月19日完成程序正式退出。
3. ↑  目前委内瑞拉席位暂由反對派流亡政府的代表占据，该席位不获总统马杜罗承认。

## 外部連結
- 美洲國家組織 （页面存档备份，存于）（英文）（西班牙文）（葡萄牙文）（法文）
- 美洲国家组织的Facebook專頁
- 美洲国家组织的X（前Twitter）
- 美洲国家组织在Flickr上的页面